# 거섭
거섭(居攝)은 중국 전한 유영의 첫 번째 연호이다. 6년에서 8년 11월까지 2년 11개월 동안 사용하였다. 왕망(王莽)이 어린 황제를 대신해서 황제의 직무를 수행한다는 의미로 연호를 정하였다.

## 연대대조표
| 거섭                | 원년       | 2년        | 3년        |
| 서력                | 6년        | 7년        | 8년        |
| 육십간지 (六十干支) | 병인(丙寅) | 정묘(丁卯) | 무진(戊辰) |

## 같이 보기
- 중국의 연호

| 이전 연호 원시(元始) | 중국의 연호 전한(前漢) | 다음 연호 초시(初始) |